# Vision Racing
Vision Racing est une ancienne écurie de sport automobile qui évolue dans le championnat IndyCar Series. 